# ヤコブス・ガルス

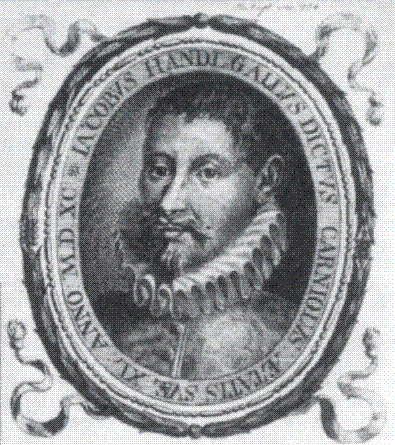
ヤコブス・ガッルス

ヤコブス・ガッルスまたはヤーコプ・ハンドル（Jacobus Gallus Carniolus (Jacob Handl), 1550年　クライン地方ライフニッツ Reifnitz（現スロベニア南部・リブニツァ Ribnica） - 1591年7月18日　プラハ）は、スロベニア出身の後期ルネサンス音楽の作曲家、シトー会会士。宗教曲で著名。ラテン語形の氏名を好んで名乗り、しばしば付属の Carniolus を加えたことから、スロベニアでは「カルニオラ Carniola」（クライナ地方 Krajna の出身者の意味）の名で呼ばれている。元の名前はヤコプ・ペテリン(Jakob Petelin）。

## 生涯
ボヘミア、モラビア、シュレージエンを訪れ、低地オーストリアのメルク修道院に赴く。1574年にウィーン宮廷礼拝堂少年聖歌隊の一員となったと自身で述べているが、年齢や資料面から疑わしい。1579年から1585年までモラビアでオロモウツ司教の宮廷楽長に就任。
最も著名な作品は、4巻からなるモテット集《音楽作品 Opus musicum》（1586年-1590年）であり、ゆくゆくは教会暦による通年の典礼上の要求を満たしてゆくことになる。1586年 出版の第1巻に収録された8声部のための《おお、大いなる神秘 O magnum mysterium》は、明らかにヴェネツィア楽派の分割合唱様式に影響され、コーリ・スペッツァーティ技法が使われている。
ガルスの包括的で折衷的な作曲様式は、古典的なものと近代的なものを融合させている。ガルスは定旋律を用いることは滅多になく、当時は新しかったヴェネツィア楽派の合唱様式を優先させてエコーやステレオ音響の効果を追究したが、それでもなお同時に以前の通模倣様式への知悉も示している。
ガルスの半音階進行は旋法体系の崩壊に影を落としており、5声のモテット《驚くべき神秘よ Mirabile mysterium》は、ジェズアルド作曲と言っても通ずるほどである。ガルスはマドリガーレ様式の音画技法も受け入れたが、それでもなお、単純な《見よ、正しき者のいかに死せるとも Ecce quomodo moritur justus》のような楽曲を創作することもできた。このモテットは後にゲオルク・フリードリヒ・ヘンデルによって、葬送アンセム《シオンへの道は嘆き悲しむ The Ways of Zion Do Mourn》に転用された。カンツォネッタやヴィッラネッラの作曲様式を用いた3巻からなる《倫理的な音楽 Harmoniæ Morales》（1589年-1590年）のような作品も遺している。
スロベニアのユーロ導入まで流通していた200トラール紙幣に肖像が使用されていた。